# نبرد هرات (۱۷۲۹)
نبرد هرات در ادامهٔ نبرد کافرقلعه روی داد که منجر به شکست ابدالی‌ها و تصرف هرات و به تبعیت درآمدن آن توسط نادر شد. پس از پیوستن نیروهای ذوالفقارخان به الله‌یارخان در هرات او تصمیم به حمله به ارتش نادر را گرفت ولی با پاسخ سخت نادر در استفاده از توپ‌هایش مواجه شد که منجر به شکست سخت نیروهای ابدالی در بیرون از قلعهٔ هرات گردید. در ادامه نادر با توپ باران شهر، مردم شهر را به آشوب و تشویش کشاند که در نتیجهٔ فشار مردم به الله‌یارخان برای صلح، او هرات را به نادر تسلیم کرد و هرات بار دیگر تخت قیومیت ایران صفوی درآمد.

## پیش‌زمینه
پس از توقف نبرد در کافرقلعه به علت وزش توفان، الله‌یارخان به همراه چند تن از سران ابدالی به دیدار نادر در اردوگاه او در نزدیکی هری‌چشمه بیرون دروازهٔ هرات رفته و درخواست صلح کردند و نادر به شرط تسلیم توپخانه آنان به او با پذیرش صلح موافقت کرد. پس از آنکه این افراد به داخل هرات بازگشتند، پیکی از ذوالفقارخان برای الله‌یارخان پیام آورد که نیروی کمکی به زودی خواهد رسید و تسلیم نشود در نتیجه او از تسلیم کردن توپخانه سرباز زد.
نیروی ذوالفقارخان شبانه از دروازه‌های جنوبی شهر، وارد شهر شدند و به نیروهای او پیوستند.

## نبرد
با سر زدن سپیده‌دم، حملهٔ ابدالی‌ها با سلاح سرد به اردوی نادر آغاز شد. نادر به نیروی سواری که در حال پیشروی به سمت فراه بودند دستور بازگشت و حمله به شهر را صادر کرد. نادر به کمک سواره نظام خود تصمیم به تحریک و به جنگ کشاندن تمام سپاه ابدالی‌ها را گرفت تا با نزدیک کشاندن آنان بتواند از توپ‌های خود علیه آنان استفاده کند. او سواران سپاهش را در دسته‌های کوچک به سمت سپاه ابدالی‌ها فرستاد و سواران و پیاده‌های ابدالی را به جنگ تشویق نمود. ابدالی‌ها که به علت وجود دژ نیرومند هرات از پشت خود اطمینان داشتند به سمت سواران در حال عقب‌نشینی نادر حمله بردند؛ با رسیدن آنان به تیررس سپاهیان نادر، آتش سنگین توپ‌ها و ۱۵٬۰۰۰ سلاح آتشین سپاه نادر حتی فرصت بازگشت را از بسیاری از نیروهای ابدالی گرفت و تلفات سنگینی به آنان وارد نمود. باقیماندهٔ نیروهای ابدالی به سرعت خود را به داخل قلعه رساند و در آن پناه گرفتند.

## گشایش شهر
نادر تصمیم گرفت کار را یکسره کند پس شهر را به توپ بست؛ و با شدت یافتن آتش توپخانه بر روی شهر، به خانه‌ها و ساختمان‌های زیادی آسیب رسید و مردم شهر که ناآرام شده بودند با تحت فشار قرار دادن الله‌یارخان او را مجبور به پذیرش صلح و تسلیم شهر به نادر کردند و او با ارسال تظلم‌نامه‌ای به نادر از او طلب بخشش نمود و نادر نیز به علت تسلیم نمودن شهر، آن‌ها را رها کرد. بدین ترتیب شهر بار دیگر با کوشش نادر به سلطهٔ صفویان درآمد.